# Plethodon metcalfi
Plethodon metcalfi — вид хвостатих амфібій родини безлегеневих саламандр (Plethodontidae).

## Поширення
Ендемік південно-східних штатів США. Саламандра трапляється у штатах Південна Кароліна, Північна Кароліна та Джорджія. Населяє помірні ліси на висоті 250—1300 м над рівнем моря.